# Route nationale 780
Pour les articles homonymes, voir Route 780.
La route nationale 780 ou RN 780 était une route nationale française reliant Theix à Port-Navalo. À la suite de la réforme de 1972, elle a été déclassée en RD 780.

## Ancien tracé de Theix à Port-Navalo (D 780)
- Theix
- Noyalo
- Saint-Armel
- Sarzeau
- Arzon
- Port-Navalo, commune d'Arzon